# Leo Baekeland
Leo Henricus Arthur Baekeland (Gent, 14 november 1863 – Beacon (New York), 23 februari 1944) was een Belgische chemicus die onder andere Velox-fotopapier en bakeliet heeft uitgevonden. Bakeliet was een goedkope, veelzijdige stof, het eerste synthetische polymeer ooit gemaakt. Zijn patent op Velox-fotopapier verkocht Baekeland aan George Eastman van de Eastman Kodak Company.

## Biografie
Leo Baekeland is geboren in Gent als zoon van Carolus Ludovicus Baekeland, herbergier en schoenmaker, en van Rosalia Merchie. Na het lager onderwijs aan de stadsschool aan het Kramersplein heeft hij dankzij een studiebeurs middelbaar onderwijs genoten aan het Koninklijk Atheneum aan de Ottogracht. Al op 21-jarige leeftijd heeft hij zijn doctoraatsdiploma summa cum laude behaald aan de Gentse universiteit. Op 8 augustus 1889 is hij in Gent gehuwd met Céline Emilie Georgette Françoise Swarts, de dochter van Théodore Swarts, zijn professor. Geïnspireerd door de autobiografie van Benjamin Franklin is hij 1891 geëmigreerd naar de Verenigde Staten.

## Uitvinding van bakeliet
Baekeland heeft het bakeliet ontwikkeld om financiële redenen. Zijn eerste doel was om een vervangingsproduct voor het dure schellak te vinden. Andere chemici hadden reeds ontdekt dat veel van de natuurlijke vezels van de stof polymeren waren. Baekeland was begonnen met de reacties van fenol en formaldehyde te onderzoeken. Hij heeft eerst een oplosbare fenol-formaldehydevariant van asbest ontwikkeld, die nooit een succes is geworden. Daarna heeft hij geprobeerd een ander bindmiddel voor asbest te ontwikkelen, in plaats van het rubber dat destijds werd gebruikt.  Door de controle van de druk en temperatuur die uitgeoefend werd op fenol en formaldehyde kon hij het bakeliet ontwikkelen, een fenolhars met de officiële naam polyoxybenzylmethyleenglycolanhydride. Op 7 december 1909 heeft  Baekeland onder nummer 942699 het zogenaamde Heat and Pressure-patent voor het bakeliet ontvangen.

## Later leven
Door de uitvinding van bakeliet is Baekeland multimiljonair geworden. Op gevorderde leeftijd werd Baekeland alsmaar excentrieker en maakte vaak ruzie met zijn zoon over salaris en erfrechten. De in 1910 opgerichte 'General Bakelite Company', de latere 'Bakelite Corporation', verkocht hij in 1939 op aanraden van zijn zoon aan de Union Carbide and Carbon Corporation. Na zijn pensioen werd hij een soort kluizenaar die enkel eten uit blik at. Hij was ook geobsedeerd door het ontwikkelen van een tropische tuin op zijn landgoed in Florida. In 1944 stierf hij in een sanatorium aan een hersenbloeding.

## Nagedachtenis
- Leo Baekeland eindige in 2005 op de 32e plaats in de Vlaamse versie van De Grootste Belg.
- In meerdere Belgische plaatsen is een straat naar hem vernoemd.